# Montsec d'Alsamora
El Montsec d'Alsamora és una serra del terme municipal de Sant Esteve de la Sarga, del Pallars Jussà. Aquesta serra és l'extrem nord-oest del Montsec d'Ares, a llevant del poble d'Alsamora, entre el barranc de la Maçana, al sud, i el barranc de Juriana al nord.